# Solanocapsina
La solanocapsina è un alcaloide steroideo presente nella ciliegia di Gerusalemme, una pianta delle Solanaceae.